# Anne-Marie Sohn
Pour les articles homonymes, voir Sohn.
Anne-Marie Sohn est une historienne française née en 1946, spécialiste d'histoire du genre et d'histoire de la vie privée dans le monde occidental à l'époque contemporaine, professeure à l'École normale supérieure de Lyon avant son départ à la retraite.

## Enfance et formation
Anne-Marie Sohn nait à Grasse en 1946 dans une famille de travailleurs de la parfumerie depuis deux générations. Sa mère, fille d'immigrés italiens travaille comme secrétaire à la parfumerie Jean Niel, où elle rencontre son père réfugié juif allemand qui y travaille comme ingénieur chimiste. Sa mère est catholique pratiquante et son père athée. Ils sont tous deux de gauche et votent communistes. Anne-Marie Sohn est scolarisée à l'école publique à Grasse puis à en classes préparatoires à Aix-en-Provence avant d'intégrer l'École normale supérieure de Fontenay-aux-Roses en 1965. Elle obtient l'agrégation d'histoire en 1969.

## Carrière
Après l'agrégation, elle enseigne en lycée dans la région parisienne puis en classes préparatoires au lycée Molière puis au lycée Henri-IV tout en préparant une thèse de 3e cycle sous la direction d'Annie Kriegel à Nanterre. Pionnière dans l'écriture de l'histoire des femmes, elle termine en 1973 une thèse sur Féminisme et syndicalisme : les institutrices de la Fédération unitaire de l'enseignement de 1919 à 1935. Elle réalise ensuite une thèse d'État sous la direction de Maurice Agulhon à Paris I et soutenue en 1993 portant sur Les rôles féminins dans la vie privée à l'époque de la IIIe République, rôles théoriques, rôles vécus. Elle est alors maître assistante à Paris I. Elle publie sa thèse sous forme d'ouvrage trois ans plus tard, sous le titre Chrysalides, femmes dans la vie privée. Elle devient professeure d'histoire à l'université de Rouen en 1994, puis à l'ENS de Lyon en 2004. Elle s'intéresse à l'histoire de la construction de la masculinité.

## Publications
- Chrysalides, femmes dans la vie privée, XIXe – XXe siècles, Publications de la Sorbonne, 1996, 2 vol., 1095 p.,  (ISSN 1243-0269).
- Du premier baiser à l'alcôve : La sexualité des Français au quotidien (1850-1950), Aubier, 1996, 310 p.
- Âge tendre et tête de bois: Histoire des jeunes des années 1960, Fayard, 2001, 432 p.,  (ISBN 9782012354319).
- 100 ans de séduction [Texte imprimé] : une histoire des histoires d'amour, Paris, Larousse, 2003, 191 p.,  (ISBN 2-03-505360-9).
- "Sois un homme !" : La construction de la masculinité au XIXe siècle, Seuil, 2009, 456 p.
- Une histoire sans les hommes est-elle possible ? : Genre et masculinités, ENS Éditions, coll. « Sociétés, espaces, temps », 2014, 377 p. (ISBN 978-2-84788-536-1, lire en ligne).
- La Fabrique des garçons, l'éducation des garçons de 1820 à aujourd'hui, Textuel, 2015, 160 p.